# Шер, Аймар
Аймар Хазар Шер (швед. Aimar Hazar Sher; род. 20 декабря 2002, Ирак) — шведский футболист, полузащитник норвежского клуба «Сарпсборг 08».

## Клубная карьера
Футболом начинал заниматься в клубе «Мелархёйден», а затем «Энскеде». В 11 лет перебрался в академию «Хаммарбю», где прошёл путь от детских и юношеских команд до взрослой. В её составе первую игру провёл 21 августа 2019 года в матче второго раунда кубка Швеции с «Лулео». Он появился на поле на 87-й минуте вместо Лео Бенгтссона. 25 сентября дебютировал в чемпионате Швеции в игре очередного утра против «Сириуса», заменив в компенсированное ко второму тайму время Муамера Танковича. В ноябре подписал свой первый профессиональный контракт с клубом. В сезоне 2020 года он регулярно попадал в заявки на матчи, проведя 20 встреч за основную команду. 1 ноября в концовке встречи с «Хеккеном» поразил ворота соперника, благодаря чем принёс своему клубу ничью.
Помимо игр за основную команду в 2020 году Шер выступал за фарм-клуб «Фрей» в первом шведском дивизионе. Его дебют в этом турнире состоялся 14 июня в игре с «Броммапойкарной». Аймар провёл на поле все 90 минут, заработав в середине первого тайма жёлтую карточку. В общей сложности провёл за команду 7 игр.
Весной 2021 года «Хаммарбю» дошёл до финала кубка Швеции. В решающей игре с «Хеккеном», состоявшейся 30 мая, Шер на 101-й минуте заменил на поле Абдула Халили. Основное и дополнительное время встречи завершилось нулевой ничьей. В серии послематчевых пенальти Аймар свою попытку реализовал, чем помог своей команде победить и завоевать трофей.
В январе 2023 года перешёл на правах аренды в нидерландский «Гронинген». 22 января дебютировал в Эредизиви в гостевом матче против «Херенвена», выйдя на замену вместо Лучано Валенте на 63-й минуте. Всего за «Гронинген» сыграл шесть матчей в чемпионате. 1 сентября 2023 года «Специя» объявила о расторжении контракта с игроком по обоюдному согласию сторон.
20 декабря 2023 года перешёл в норвежский «Сарпсборг 08», подписав двухлетний контракт до конца 2026 года. В чемпионате Норвегии дебютировал 1 апреля 2024 года в гостевом матче против «Викинга», выйдя на замену вместо Йеппе Андерсена на 68-й минуте. В дебютном сезоне сыграл 27 матчей в чемпионате.

## Карьера в сборной
Выступал за юношеские сборные Швеции. В составе команды до 17 лет дебютировал 18 апреля 2018 года в товарищеской встрече с Данией. Шер вышел в стартовом составе и на 69-й минуте забил единственный мяч Швеции.

## Личная жизнь
Родился в Ираке. В четырёхлетнем возрасте вместе с семьей переехал в Швецию. Получил своё имя в честь знаменитого аргентинского футболиста Пабло Аймара.

## Достижения
Хаммарбю:
- Обладатель Кубка Швеции: 2020/21

## Клубная статистика
| Выступление      | Выступление      | Выступление      | Лига | Лига | Кубки | Кубки | Конт. кубки | Конт. кубки | Итого | Итого |
| Клуб             | Лига             | Сезон            | Игры | Голы | Игры  | Голы  | Игры        | Голы        | Игры  | Голы  |
| ---------------- | ---------------- | ---------------- | ---- | ---- | ----- | ----- | ----------- | ----------- | ----- | ----- |
| Хаммарбю         | Аллсвенскан      | 2019             | 1    | 0    | 1     | 0     | 0           | 0           | 2     | 0     |
| Хаммарбю         | Аллсвенскан      | 2020             | 20   | 1    | 2     | 0     | 0           | 0           | 22    | 1     |
| Хаммарбю         | Аллсвенскан      | 2021             | 10   | 0    | 1     | 0     | 2           | 0           | 13    | 0     |
| Хаммарбю         | Итого            | Итого            | 31   | 1    | 4     | 0     | 2           | 0           | 37    | 1     |
| → Фрей           | Дивизион 1       | 2020             | 7    | 0    | 0     | 0     | 0           | 0           | 7     | 0     |
| → Фрей           | Итого            | Итого            | 7    | 0    | 0     | 0     | 0           | 0           | 7     | 0     |
| Всего за карьеру | Всего за карьеру | Всего за карьеру | 38   | 1    | 4     | 0     | 2           | 0           | 44    | 1     |